# Condalia ericoides
Condalia ericoides là một loài thực vật có hoa trong họ Táo. Loài này được (A.Gray) M.C.Johnst. mô tả khoa học đầu tiên năm 1962.